# Semafooralfabet

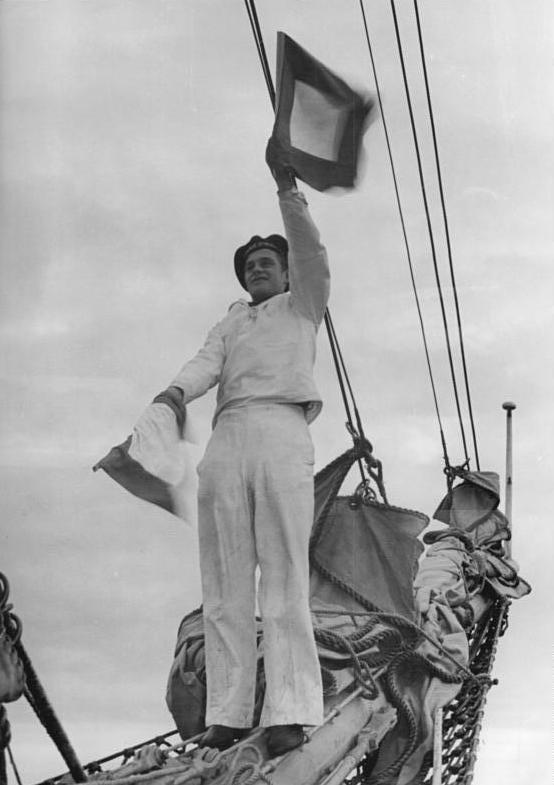
Een matroos op het opleidingsschip Greif (1951)

Het semafooralfabet is een alfabet voor semafoorseinen, dat vroeger ook veel gebruikt werd als communicatiemiddel in de scheepvaart.
Door de opkomst van de radio is de betekenis van het semafoorseinen afgenomen, maar aangezien vlaggenseinen moeilijk zijn "af te luisteren" kent dit alfabet nog altijd militaire toepassing. Ook in de scouting leert men het alfabet nog.
Er bestaan diverse semafooralfabetten, het internationale alfabet is echter het meest gangbaar.
Er wordt hierbij gebruikgemaakt van twee vlaggetjes, maar ook andere voorwerpen zijn bruikbaar, mits ze goed zichtbaar zijn. Elk vlaggetje kan in acht posities worden gehouden en de twee vlaggetjes staan niet in dezelfde positie (behalve in de ruststand: beide vlaggetjes naar beneden). Dit geeft {\displaystyle {\frac {7\times 8}{2}}=28} mogelijkheden, net genoeg voor 26 letters.

## Internationaal semafooralfabet
|  |  |  |  |  |  |  |
|  |  |  |  |  |  |  |
|  |  |  |  |  |  |  |
|  |  |  |  |  |  |  |
|  |  |  |  |  |  |  |
|  |  |  |  |  |  |  |
|  |  |  |  |  |  |  |

### Internationaal vredessymbool
Een cirkel met een verticale streep in het midden van waaruit twee schuine strepen naar beide zijden lopen is een internationaal symbool voor vrede (☮). Het symbool werd ontworpen in 1958 door Gerald Holtom, een Britse ontwerper en kunstenaar. Het symbool is gebaseerd op het semafooralfabet: de twee schuine strepen naar beide zijden zijn N voor nuclear en de verticale streep is D voor disarmament.